# Veselí nad Moravou
Veselí nad Moravou (pronunție în cehă [ˈvɛsɛliː ˈnat moravou], în germană Wessely/Wesseli, Wessely/Wesseli an der March) este un oraș din regiunea Moravia de Sud a Republicii Cehe. Are o populație de aproximativ 12.000 de locuitori.

## Personalități locale
- Karel Benedík, pictor
- Salomon Kohn (de)

## Relații internaționale

### Orașe înfrățite
Veseli nad Moravou este înfrățit cu:
- Żnin din Polonia (din 1997)